# Mountain Sound
"Mountain Sound" là một bài hát của nhóm nhạc indie folk/indie pop Iceland Of Monsters and Men. Bài hát được phát hành như là đĩa đơn thứ hai trích từ album phòng thu đầu tay của họ là My Head Is an Animal (2011). Ca khúc được viết bởi Arnar Rosenkranz Hilmarsson, Nanna Bryndís Hilmarsdóttir, Ragnar Þórhallsson và sản xuất bởi Jacquire King.

## Video nhạc
Video nhạc cho "Mountain Sound" được quay tại một lễ hội được tổ chức tại công viên Hljomskalagardurinn ở Reykjavík, Iceland vào ngày 7 tháng 7 năm 2012. Ban nhạc được quay trong khi biểu diễn tại lễ hội. Video được phát hành lần đầu trên YouTube vào ngày 14 tháng 9 năm 2012 với độ dài tổng cộng bốn phút.

### Bảng xếp hạng tuần
| Bảng xếp hạng (2012–13)                           | Vị trí cao nhất |
| ------------------------------------------------- | --------------- |
| Úc (ARIA)                                         | 29              |
| Bỉ (Ultratip Flanders)                            | 3               |
| Canada (Canadian Hot 100)                         | 69              |
| Canada: Alternative Rock                          | 1               |
| Ireland (IRMA)                                    | 28              |
| New Zealand (Recorded Music NZ)                   | 22              |
| Anh Quốc (OCC)                                    | 66              |
| Hoa Kỳ Bubbling Under Hot 100 Singles (Billboard) | 3               |
| US Rock Songs (Billboard)                         | 14              |
| Hoa Kỳ Alternative Songs (Billboard)              | 2               |
| Hoa Kỳ Adult Pop Airplay (Billboard)              | 25              |